# Neolitikus forradalom

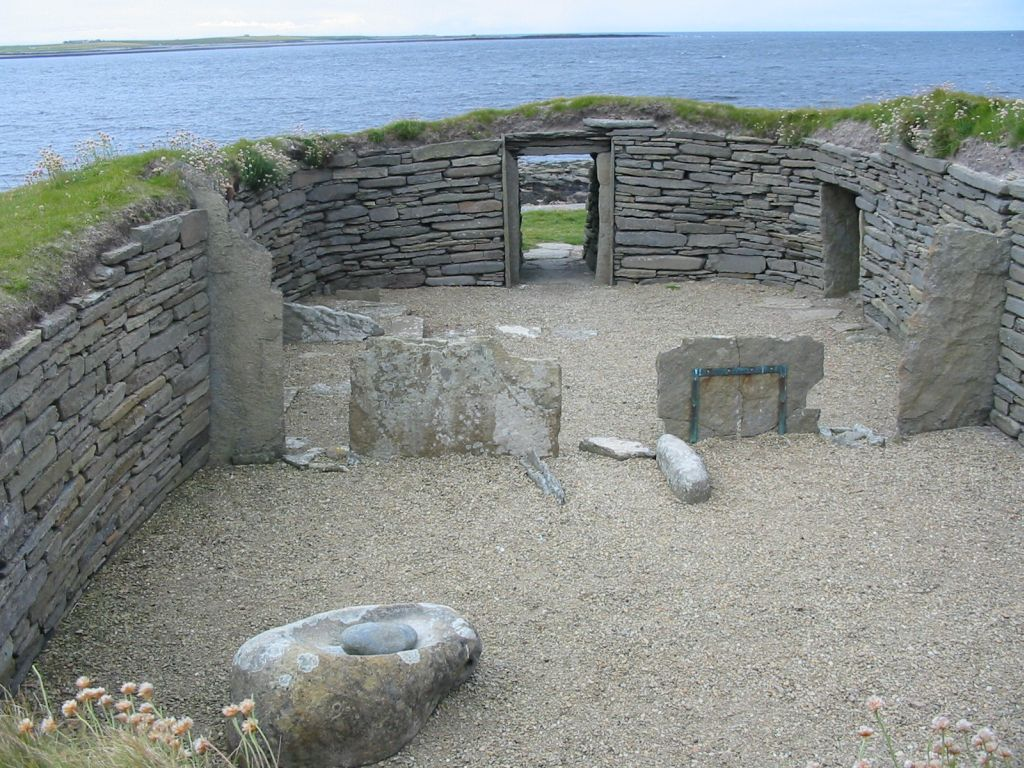
Neolitikus település Skóciában

A neolitikus forradalom kifejezést elsőként az ausztrál régész, Vere Gordon Childe (1892-1957) használta a neolitikum időszakában a vándorló, vadászó-gyűjtögető életformáról a letelepült, földművelő életformára való áttérés magyarázatául.
A változás tucatnyi különböző, és minden jel szerint egymástól elszigetelt helyen indult meg az i. e. 12. évezred körül és az emberiség egyik legnagyobb hatású változásának tekinthető. A letelepült életmód a személyes ingatlan- és nagyméretű ingóvagyon megjelenését tette lehetővé – sőt, egyes nézetek szerint a letelepedés oka éppen a magántulajdon kialakulása volt. A történelem előtti emberek ebben a helyzetben már készleteket tudtak felhalmozni és a felesleget el tudták cserélni egymással. Amint a kereskedelem és a megbízható élelemellátás kiépült, a népesség növekedésnek indult. Ez idő alatt kezdett a tulajdon fontosabbá válni az emberek számára. A helyben lakó népesség települései nagymértékben átalakították a környezetet speciális termelési technológiáik számára (például az öntözés). A népsűrűség rohamosan emelkedett, ami pozitív visszacsatolásos folyamat: a nagyobb népesség nagyobb ütemű és hatékonyságú termelést kíván meg, amihez több munkáskéz kell, ehhez viszont még több élelem.
A széles körű vagyoni differenciálódás végül elvezetett az államok kialakulásához.
Összességében vitatott az akkori társadalom ilyen szintű komplexitása. Maga a „neolitikus forradalom” elnevezés is újabban viták forrása, mivel a neolitban végbemenő általános változások már a korábbi korokban megjelentek, ráadásul nem voltak forradalmi sebességűek.

## A mezőgazdaság kialakulása
A neolit-forradalom kifejezést V. Gordon Childe alkotta meg az 1920-as években, és kifejezetten a földművelés megjelenésére, a mezőgazdaság korai fejlődésére és a letelepedett életmód kialakulására értette.
Childe neolit-forradalom tézisét ma oázis-elméletként ismerjük, miszerint az első telepesek száraz éghajlatú vidékek termékeny részein telepedtek meg, és a szűkös természetes eredetű táplálékforrások miatt kényszerültek földművelésre és állattenyésztésre. Az elmélet Raphael Pumpelly 1908-as ötletén alapult.
Robert Braidwood 1948-ban a Taurosz-hegység és a Zagrosz neolitikus földművelésére utalva a hegyvidékek peremterületeit jelölte meg a földművelés megjelenése helyéül.
Lewis Binford már 1968-ban felvetette, hogy a letelepedést sokkal inkább demográfiai okok segítették elő, ezért az megelőzte az effektív földművelést. Modellje szerint a letelepedett ember kezdett helyben növényeket termeszteni, mert a helyben lakó életmód következtében megnőtt a lélekszám.
Olyan elméletek is születtek, amik szerint a növények és állatok természetes szelekciója hozta létre az emberi környezetben az első termeszthető növényeket és tenyésztett állatokat (David Rindos, Ronald Wright).

## Neolit forradalom a Termékeny Félholdon
A paleolit, mezolit és neolit korok megnevezései kizárólag az eszközkultúra anyagi jellegének megnevezésére alkalmasak. Az életmódi elemek – amelynek talaján a neolit-forradalom kifejezés áll, nem tartoznak e meghatározások tartalmi részéhez. E szemlélet még abból ered, amikor az élelemtermelést valamilyen magasabbrendű kulturális színvonalnak tartották. Az élelemtermelés nem a neolit sajátja, vannak népek szép számmal, amelyek már mezolit jellegű eszköztárral is termeltek élelmet, míg számos csoport a kőrézkorban, vagy még később tért át élelemtermelésre. A lóról puskával vadászó, acél harci baltával háborúzó dakoták kétszáz évvel ezelőtt sem termeltek élelmet, mégsem nevezhetők mezolitikus kultúrájúnak. A régészet kőrézkorinak nevezi azt a kultúrát, amelynek leleteiben feltűnik a réz, nem vizsgálva azt, hogy maguk készítették-e azokat, vagy importálták valahonnan. Ezért a dakoták, bár nem termeltek élelmet, mégsem mezolitikusnak, hanem vaskorinak nevezhetők. Régészeti példával élve Suberde lelőhelyén a VII. évezred első felére datált akerámikus, de olvasztott rézből készült tárgyakat használó kultúrát ismerünk. Földművelés nem bizonyítható. E lelőhely a hagyományos kategóriák szerint egyszerre rézkori és mezolitikus.

### Legkorábbi települések
A régészet mai állása szerint az i. e. 12 000 körüli dátumig követhető anatóliai és közel-keleti települések.
- Karim Saher: i. e. 12 000 körüli dátumtól több évezreden át lakott települést tártak fel, amelynek külön említendő fontossága, hogy 7000 táján lótenyésztés valószínűsíthető (a közelmúltig azt tartották, hogy Elő-Ázsiában nem volt honos a ló, így azt az indoárják terjesztették el). Eszköztára mezolitikus.
- Zavi Csemi (vagy Szanidár): az i. e. 9. évezred legelején állattenyésztés adatolható.
- Tepe Asiab: i. e. 10 000 körül már neolit jellegű.
- Mureybet: i. e. 8500-7500, 8000-től kerámia és földművelés
- Gandzs Dareh Tepe: i. e. 8500-7000, 7500 körül agyagedények, földművelés.
- Jerikó i. e. 8400-tól lakott, 7000-től földművelés.
- Bus Mordek: i. e. 8000-6000 között.
- Ugarit: i. e. 8000-től lakott, kerámia 6500-tól, bár a talajvíz miatt időzáras, régészetileg tovább nem kutatható.
- Ali Kósz: i. e. 8000-5800 között, 7000 körül kalapált réz, 6500-tól kerámia.
- Çayönü: i. e. 7600-6500 között lakott, állattenyésztés és földművelés adatolt, 7000-től hidegen kalapált rézleletek.
- Mlaffa’at: i. e. 7500-7000 körül már neolit jellegű.
- Hacilar: i. e. 7000-6500 között, majd 5900-5000. Hét kultúrréteg, a VII-ben agyagtégla, V-ben állattenyésztés volt.
- Kalat Garmo: i. e. 7000-től földművelés, állattenyésztés, talán lótartás.
- Szüberde: i. e. 6800-tól akeramikus kultúra, de emellett olvasztott rezet használtak.
- Çatal Hüyük: i. e. 6800-5700 között, 6500-tól szövés, 6400-tól réz- és ólomöntés.
- Mersin: i. e. 6300-5000 között, kezdetektől kerámiával, 5900-tól kalkolitikus.
- Dzsaffar: i. e. 6500-tól lakott.

Az i. e. 7-6. évezredben Palesztina, majd 5000 körül Anatólia is elnéptelenedik, idővel újra benépesül, ezúttal keletről. Az érett, késői neolitot a 6. évezredben több település képviseli, így Dalma Tepe, Haggi Firuz, Hasanlu, Janik Tepe, Pisdeli Tepe. Ezek közé tartozik a Folyamköz szempontjából fontos Hasszúna is.

## A Termékeny Félholdon kívül
Az Etióp-felföldön, a Száhel-övezetben és Nyugat-Afrikában szintén a kora ókorban megjelent a földművelés. Cirok, köles, afrikai rizs, jam és olajpálma volt a meghatározó termény.
Közép-Amerikában a kukoricát, babot és tökféléket termesztettek, Dél-Amerikában burgonyát, Észak-Amerika keleti részén napraforgót.

## Következmények
A letelepedés – a közhiedelemmel ellentétben – a táplálékválaszték beszűkülésével és a szabad idő majdnem teljes megszűnésével járt. A „robot” a földeken és az állatok körül az életszínvonal csökkenését hozta. A letelepedett ember kénytelen volt a településhez közel tartani az állatokat – ez a domesztikálás, azaz a háziasítás kezdete, illetve olyan növényeket termeszteni, amelyek nagy terméshozamúak – ez pedig a földművelés kezdete.
A kérdés: miért váltak meg önként az emberek táplálékaik jelentős hányadától, illetve szabadidejüktől? A választ erre sokáig nem tudták megadni, ezért magyarázták fordítva, miszerint azért telepedtek le, mert állatokat háziasítottak, és földet műveltek volna, mindezt azért, mert így terményfelesleget termelhettek. Csakhogy a félnomád vadásznak sosem jutna eszébe háziasítani a zsákmányállatot. Észak-Amerikában még a letelepedett földművelőknek sem volt háziállatuk a kutyán kívül (a pulykát nem kell ide számítani, mert az saját magát varrta az amerikai ember nyakába, és inkább volt nyűg, mint haszon). Teljesen felesleges lenne monokultúrákat termeszteni, veteményeskertben gürcölni, amikor a vadon termő növények sokkal változatosabb és könnyebben megszerezhető táplálékot jelentettek. A táplálékválaszték beszűkülését földműveléssel való foglalkozás időigénye okozta – hiszen a földműves férfinak nincs ideje vadászni, a földműves nőnek nincs ideje begyűjteni.
Lewis Binford már 1968-ban kifejtette azt a forradalmi gondolatát, hogy a földművelés csak következménye a letelepedésnek, nem pedig oka. Úgy gondolta, hogy az akkor ismert Közel-Keleten több olyan település ismert, mely a földművelésnél korábbi, kezdve a natúfi Jerikótól. Egy adott csoport létszáma a letelepedés következtében automatikusan megnövekszik, ezért a népesedési feszültség számlájára írhatta, hogy a vadon termő növényeket egyre inkább muszáj volt hasznosítani, majd mind nagyobb arányban termeszteni. A gondolatsor legnagyobb érdeme: először veti fel, hogy a letelepedés és az élelemtermelés között semmiféle kapcsolat nincsen, és a letelepedés megelőzi a földművelést.
A tárgyalt korban az ősközösséget hamarosan felváltotta a földközösség (faluközösség), mely a nevéhez illően közös földtulajdonon lakó, azt használó, de önálló családi közösségek együttesét jelenti. A földművelésre való áttérés és a végleges letelepedés sok változást hozott magával. Ezek egyike az, hogy a nemzetségi alapon szerveződő faluközösséget felváltotta a területi alapon nyugvó – Görögországban ezt a folyamatot fűzik Thészeusz és Lükurgosz nevéhez. A térségben a nemzetségi rendszer felbomlása csírájában fojtotta el a szakrális királyság Közép- és Kelet-Ázsiában jellemzővé váló típusait. Ennél is nagyobb jelentőségű azonban, hogy míg a vadász-halász-gyűjtögető népeknél elfogadott, sőt kötelező a túlnépesedés elleni hatékony védekezés – akár még a fölös számú gyermekek meggyilkolása is –, addig a földműves közösségekben ez lassan az ellenkezőjére váltott át. A parasztcsaládok számára a gyermek kihasználható munkaerőforrás, a „fogamzásgátlás” és gyermekgyilkosság csakhamar erkölcsi tabu tiltó hatálya alá került. (Ennek csökevényei azonban megmaradtak sokkal későbbi korokban is, mivel a szülő korlátlan hatalommal rendelkezett gyermekei felett, akár meg is ölhette még a rómaiaknál is. A hírhedt spártai eljárás, a Taigetosz-hegy sem más, mint az ősi népességszabályozás egy túlélő formája.)
Ez volt az első nagy demográfiai robbanás – dacára annak, hogy a földművelés rosszabb életkörülményeket hozott, valamint annak, hogy a földművelés rizikós tevékenység. A történelem első éhínségei minden bizonnyal a faluközösségeket sújtották, amikor valamely természeti csapás elpusztította a termést, hiszen a kis területre koncentrálódó (viszonylag) sok embert a vadászat és a vadnövény-gyűjtögetés már semmiképp sem tarthatta el.
A letelepedés nehézségének illusztrálására néhány adat egy jobban dokumentált korból – az európai középkorból:
- A 13. századi winchesteri püspök igen jól művelt földjein a búza és az árpa a vetőmag 3,8-szeresét hozta, a zab 2,4-et, a két évszázaddal későbbi 11-15, illetve 7-9 aránnyal szemben. A kor angliai kétnyomásos technikájú mezőgazdasága nagy területet és sok munkáskezet igényelt. A 11. században a Saint-Germain-des-Prés apátság legjobb földjein is csak kétszáz liternyi vetőmagot vetettek hektáronként. Ezután mindössze 800-1000 liternyi termést takarítottak be. Azaz a háromnyomásos műveléssel együtt is alig érték el a 4-5-szörös terméshozamot, és ami fontosabb, a hektáronkénti 1000 literes termésmennyiség elenyészően kicsiny.

A tárgyalt korban (mezolit, neolit, kőrézkor) a mindenféle talaj-előkészítést nélkülöző vetésterület és az aratás technikája mellett a termés aligha lehetett a vetőmagmennyiség 1,5-2-szerese. (A növényeket gyökerestül tépték ki aratáskor – nyűvés.) A learatott mennyiségnek így több mint felét azonnal félre kellett tenni vetőmagnak. A maradék egy részét is tartalékolni kellett az elemi csapások elkerülése végett. A tárolókat pedig állandóan pusztították a kártevők, a mindenféle gabonazsizsiktől kezdve az ember legkorábbi társáig, a háziegérig. A felhalmozott élelem-tartalék – amely a fentiekből következően nem terményfelesleg, hanem elengedhetetlen szükség – pedig meghozta a bűnözést is, mert egyes csoportok nyilvánvalóan könnyebbnek tartották a valaki más által előállított termény megszerzését. Az i. e. 3. évezredből származó első ismert törvények a magántulajdon védelmét előbbre tartották az ember életének védelménél. A magántulajdon tabu alá vonása igen korai fejlemény, aminek oka nyilvánvalóan a lopás-rablás megléte.
A termésmennyiség növelésének egy útja maradt, a vetésterület mind nagyobb arányú kiterjesztése. Ennek estek áldozatul az ártéri erdők, majd a csapadékosabb vagy öntözhető helyeken az egyéb erdők is, a nádasok, a mocsárvilág nagy része. Velük együtt Egyiptomból lassan eltűntek a krokodilok és vízilovak is természetes élőhelyükről, és a gyéren lakott Deltavidék lassan benépesülhetett (csak Sznofru 35 új telepet alapított). A nagyobb területhez sokkal több munkáskéz kellett, akiknek eltartásához még nagyobb terület szükségeltetett. Nem beszélve az építőmunkásokról, akik a lecsapoló árkokat, öntözőcsatornákat, árvédelmi gátakat és vízvisszatartó töltéseket építették. Önmagát erősítő folyamat indult be, a pozitív visszacsatolás tipikus példája. Csak az éhínségek és járványok tizedelték meg időnként az egyre szaporodó, de egyre rosszabbul élő népességet.
A földművelésre való áttérés nagy mértékű változást hozott az életkörülményekben: szűkös és szegényes táplálkozás (mind minőségben, mind mennyiségben), állandó létbizonytalanság, túlnépesedés, éhínségek és járványok.
Ester Böserup az élelmiszer-termelés következtében megnőtt lélekszám nyomásának tulajdonítja a földművelési technikák fejlődését, az intenzívebb gazdálkodás kialakítását.
A földtulajdon legkorábbi formái Indiában voltak tanulmányozhatók a 19. században. Létezett még a nemzetségi földbirtoklás, melyben a földközösség tagjai a földet közösen művelték, a szükségleteket a közös jövedelemből fedezték. A kétféle alapvető változat később alakult ki. A családok birtokrészének méretét az általános öröklési szabályok határozták meg. A maradék közös területek nagy része művelhetetlen. Amennyiben az „ősapához” való rokonság foka meghatározhatatlan és erőszakos változások is megbolygatják a rendszert, a nemzetségi közösség felbomlik és a véletlenek, illetve erőszakos szerzések (ius quiritum = az erősebb joga) által fennálló pillanatnyilag birtokolt parcellák rögzülnek, s ez már a vagyoni differenciálódás kezdete. A fentieket kompenzálandó létezett egy megoldási forma, melyben a közösségi földeket időnként újra felosztották. Az újraosztást azonban a nagyobb parcellák birtoklói természetesen ellenezni fogják, s ha megfelelő mennyiségű terményfeleslegük (azaz „tőke jellegű” vagyonuk) van, a felosztást meg is tudják akadályozni. A Folyamközben és a Nílus-völgyben a rézkor elején már csak a művelhető földek maradtak köztulajdonban, s ettől kezdve vált szét a fejlődés útja. A Folyamközben a közösségi földek is magánkézbe kerültek, míg Egyiptomban az új vezető réteg fejei, a termelésirányítók rendelkeztek minden földterülettel.
Az ősközösség felbomlása, faluközösségek alakulása és a nemzetségi szervezetek felbomlása mindenhol másképp ment végbe. A folyamatok egyes állomásait az európai gyarmatosítók közvetlenül is tanulmányozhatták volna. Az bizonyos, hogy a földművelésre áttérés mindenhol erdőirtáshoz és népességrobbanáshoz – környezeti katasztrófához vezetett. Legjobb példa erre éppen a Közel-Kelet, a Szináj-félsziget, Anatólia, ahol az ókor elején még dús erdők tenyésztek, aztán megjelent a földművelő ember, és a táj ma is kopár, terméketlen kősivatag. (Magyarországon a honfoglalás korában az Alföldet is sűrű erdők borították – ma legfeljebb telepített erdőfoltok vannak, a domináns a legelő, a szántó... és a futóhomok.)

## Az első államok kialakulása
Agyagból készült szerszámok, edények készítésére rég képes volt az ember, az előállítás technológiája azonban továbbfejlődött. A napon szárított agyagedényt felváltotta a tűzön kiégetett. Megjelent a fazekaskorong is, de sok helyen megmaradt a kézi formázás. A textíliák is ekkor terjedtek el, nagy fejlődés a függőleges szövőszék létrejötte is.
A földművelés kialakulásával helyhez kötött életmódra kellett áttérniük az embereknek, hiszen szántóik, legelőik és elraktározott élelmeik nem tették lehetővé a vándorlást. A társadalom bonyolultabbá vált, kialakultak a nemzetségek, törzsi és vadászközösségek, valamint ezek mellett a területhez kötődő funkcionális faluközösségek.

### Sumérok
- A sumerek által birtokolt földterület a Tigris és az Eufrátesz folyó közében Mezopotámiában helyezkedett el.
- Ebben a korai civilizációban indult fejlődésnek az árasztásos földművelés, ami itt nagyon célszerű volt, bár hosszú távon a talaj szikesedéséhez vezetett, tönkretette a termőföldet.
- Templomgazdaságokon és kisebb paraszti birtokokon történt a termelés.
- A termelést a templomi, illetve állami hivatalnokok irányították.
- A közrendű szabadok végezték a munkát, akik ezért terményben fizetséget kaptak.
- A templomgazdaság önellátó egység volt, ahol a termelést a hivatalnokok irányította közrendű szabadok végezték.

### Új közigazgatási forma, azállam
A folyóközbe betelepülő sumérok korábbi lakhelyükről, a hegyekből hozták magukkal a földművelést. Az esőztető földművelést itt öntözéses technikával kellett felváltani. A következő központok alakultak ki:
1. Ur
2. Uruk
3. Lagas
4. Suruppak

A lakóházak egy központi épület, a templom köré épültek. Később ezekből a központokból városállamok fejlődtek, fallal vették magukat körül. Ez nem csak azt jelezte, hogy elfogytak a környező legelők, szabad földek, hanem azt is, hogy megszületett egy új igazgatási forma, az állam. A megalakult közösség, a termesztés, a hadjáratok és a gazdaság irányítását meg kellett szervezniük. Ezeket a feladatokat látták el a királyok, hivatalnokok. A későbbiekben a birodalom csak egy módon volt fenntartható, a bonyolultabb tevékenységeket már csak despotikus módon lehetett irányítani.